# Tour della nazionale maschile di rugby a 15 dell'Italia 1985
Nel 1985 la nazionale italiana di rugby si recò in tour in Zimbabwe tra la terza settimana di giugno e i primi di luglio.
Fu la terza tournée nel continente africano e la prima in Zimbabwe; antecedentemente, nel 1973 la nazionale azzurra intraprese una trasferta in quei territori, quando erano denominati Rhodesia.
Il tour, che chiuse l'era di Pulli e Paladini sulla panchina azzurra, fu costituito da due partite ufficiali contro la nazionale zimbabwese, intervallati da quattro incontri senza l'assegnazione del cap internazionale disputati con le selezioni della provincia delle Midland (in inglese Midlands Province), della regione del Mashonaland, provincia fino al 1983, quando fu suddivisa nelle provincie: Occidentale, Centrale e Orientale, e quella della regione del Matabeleland, poi suddivisa in provincia Settentrionale e Meridionale.
Gli Azzurri, capitanati da Rino Francescato sostituito nel secondo test ufficiale da Gianni Zanon, si imposero in entrambi i test match con lo Zimbabwe, rispettivamente 25-6 e 12-10, e vinsero tre incontri non ufficiali su quattro contro le selezioni territoriali locali.
Il Mashonaland venne affrontato in due occasioni: dopo la sconfitta del 16 giugno all'esordio in terra africana, l'Italia XV prese la propria rivincita il 2 luglio dopo i test con i Sables, poco prima di fare ritorno in Italia.

## Risultati

### Itest match
| Arbitro: | Deysel |

|               |      |                                                   |
|               | mt   | 19’ Mascioletti 21’ Zanon 61’ Pivetta 71’ Tebaldi |
|               | tr   | 21’, 61’, 71’ Torresan                            |
| Mansfield 3’  | c.p. | 79’ Torresan                                      |
| Mansfield 18’ | drop |                                                   |

| Arbitro: | Went |

|                              |      |                     |
| S. McIntosh 38’ J. Smith 60’ | mt   |                     |
| Mansfield 60’                | tr   |                     |
|                              | c.p. | 63’, 75’ Bettarello |
|                              | drop | 12’, 33’ Bettarello |

### Gli altri incontri
| Data           | Incontro                 | Risultato | Sede     |
| -------------- | ------------------------ | --------- | -------- |
| 16 giugno 1985 | Mashonaland ― Italia XV  | 24-13     | Harare   |
| 19 giugno 1985 | Matabeleland ― Italia XV | 12-38     | Bulawayo |
| 26 giugno 1985 | Midlands ― Italia XV     | 26-31     | Gweru    |
| 2 luglio 1985  | Mashonaland ― Italia XV  | 9-20      | Banket   |